# Cricula trifenestrata
Cricula trifenestrata là loài bướm đêm thuộc họ Saturniidae. Loài này có ở Ấn Độ đến Philippines, Sulawesi và Java.

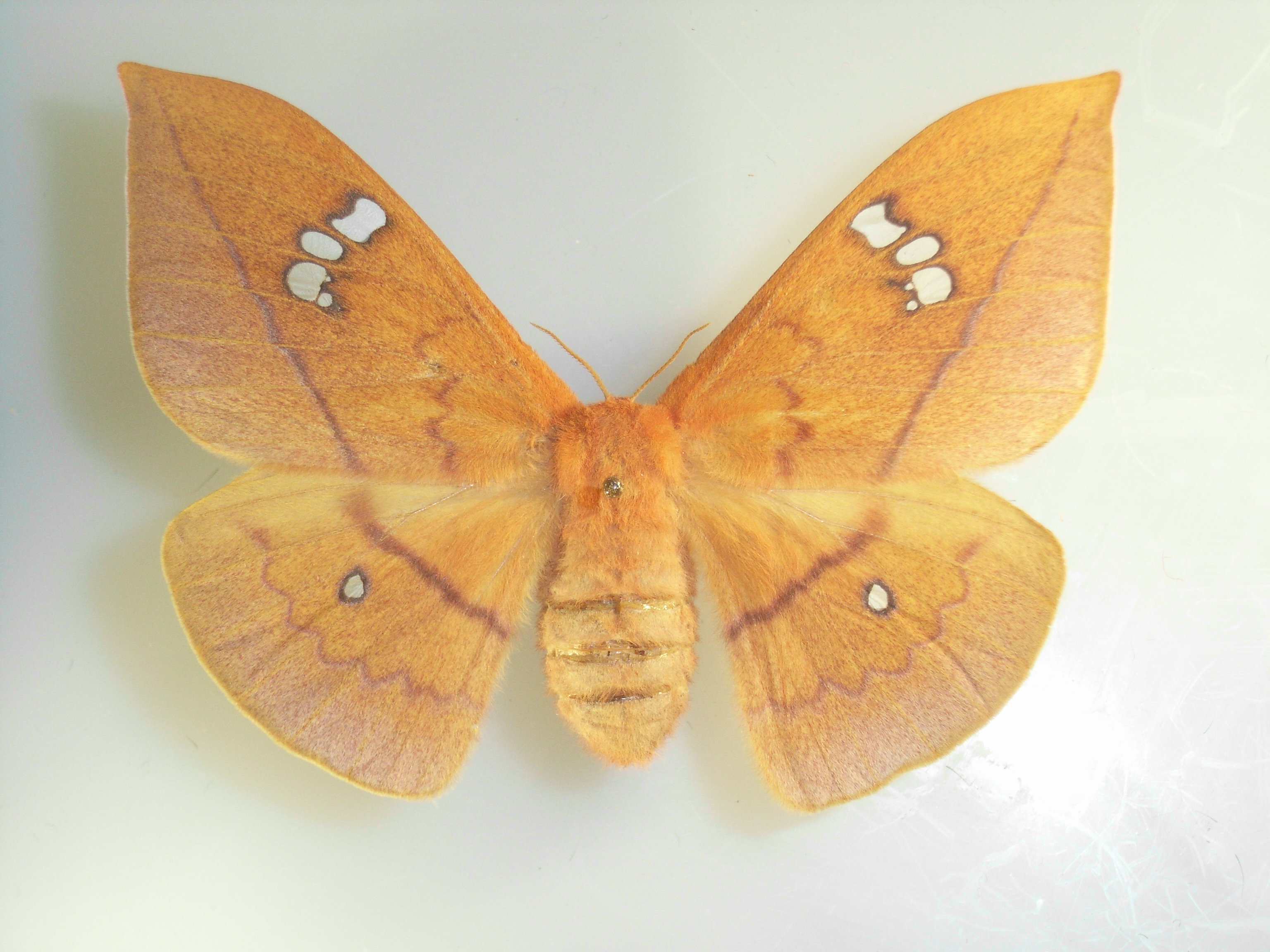
Con cái

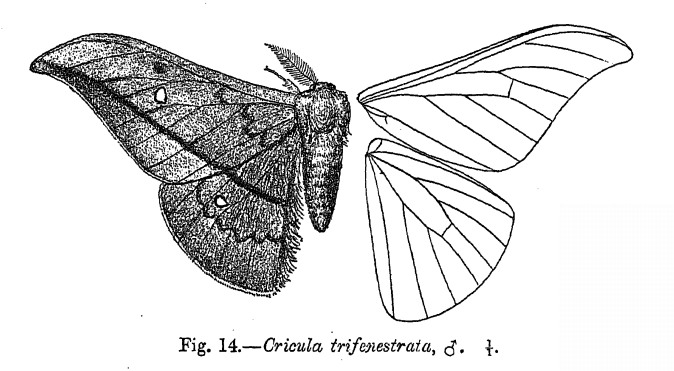
Mặt trên cánh và sải cánh

Sải cánh dài 65–100 mm. Con trưởng thành bay từ tháng 5 đến tháng 6 với thế hệ thứ hai từ tháng 8 đến tháng 9.
Sâu của loài bướm này được gọi là sâu róm đỏ.
Ấu trùng ăn Anacardium, Mangifera, Spondias, Careya, Bischofia, Canarium, Quercus, Cinnamomum, Machilus, Persea, Acrocarpus, Ziziphus, Malus, Prunus, Pyrus, Salix và Schleichera.

## Hình ảnh

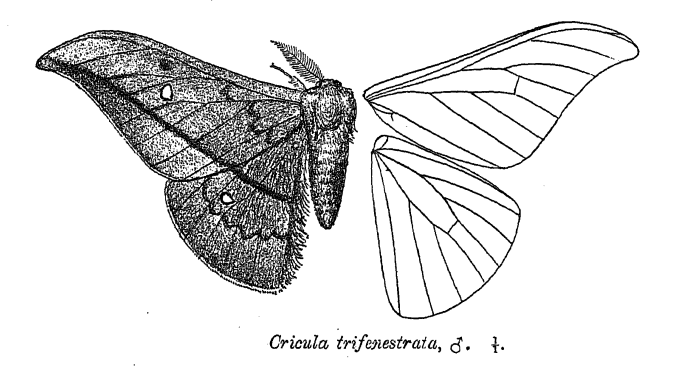